# Habrophlebia vibrans
Habrophlebia vibrans är en dagsländeart som beskrevs av James George Needham 1907. Habrophlebia vibrans ingår i släktet Habrophlebia och familjen starrdagsländor. Inga underarter finns listade i Catalogue of Life.